# Mansberg (braunschweigisches Adelsgeschlecht)

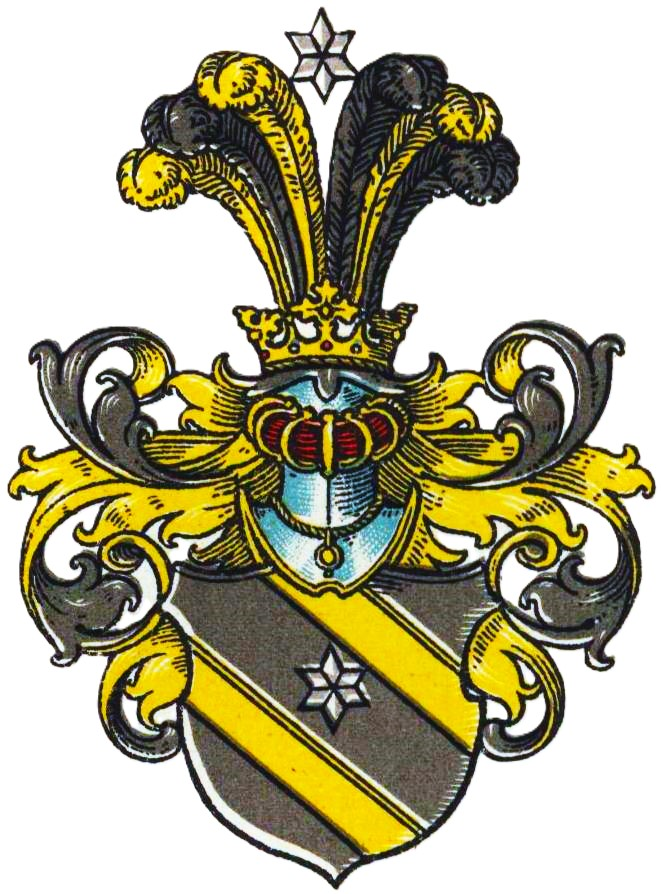
Wappen derer von Mansberg im Wappenbuch des Westfälischen Adels

Mansberg (auch Mannsberg o. ä.) ist der Name eines braunschweigischen Briefadelsgeschlechts.
Das Geschlecht ist zu unterscheiden von dem gleichnamigen, nicht stammverwandten württembergischen Adelsgeschlecht Mansberg.

## Geschichte
Ursprünglich lautete der Familienname „Michelmann“. Am 14. Januar 1694 wurde Johann Michelmann zu Forst, fürstlich-wolfenbüttelscher Kriegsrat und Oberkommissar, von Kaiser Leopold I. unter dem Namen „von Mansberg“ in den Adelsstand erhoben.
Im Wesertal erwarb die Familie Lütmarsen im Kreis Höxter und Meinbrexen. Durch das Gut Sohlingen im Göttingischen zählte die Familie zu dem rittschaftlichen Adel der calenberg-göttingen-grubenhagenschen Landschaft. Der älteste calenbergische Lehenbrief stammt von 1694. Mitte des 19. Jahrhunderts war ein August von Mannsberg kaiserlich-königlicher Major der Kavallerie.

## Persönlichkeiten
- Otto Wilhelm von Mansberg († 1767), hessen-kasselscher Amtshauptmann
- Anton Adam von Mansberg († 1759), königlich-großbritannischer und braunschweig-lüneburgischer Oberhauptmanns

## Wappen
Blasonierung: In Schwarz zwei goldene schrägrechte Balken, dazwischen in der Mitte des Schildes ein silberner Stern. Auf dem gekrönten Helm mit schwarz-goldenen Helmdecken rechts eine schwarze zwischen zwei goldenen, links eine goldene zwischen zwei schwarzen Straußenfedern, dazwischen der Stern.